# Milena Toscano

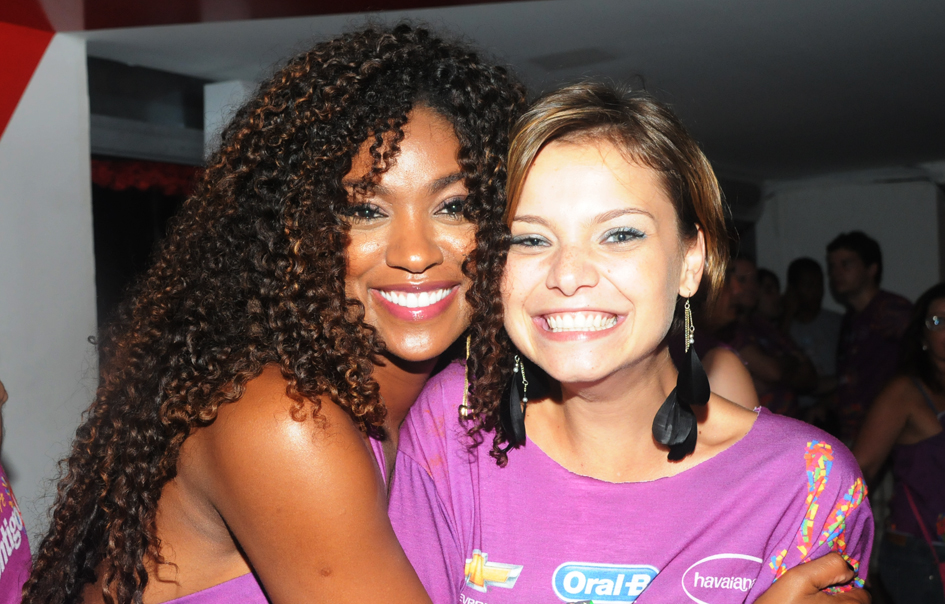
Cris Vianna y Milena Toscano en 2012.

Milena Toscano Gonçalves (Santo André, Brasil; 11 de enero de 1984) es una actriz, modelo y animadora brasileña.

## Biografía
Comenzó su carrera como modelo de Ford Models, donde ocupó diversos puestos de trabajo de publicidad. Como actriz, estudió en el taller de actores de Rede Globo en 2003 y 2004, estudió teatro en Studio Fátima Toledo, e hizo cursos gratuitos con Fernando Leal y Celina Sodré, en la Casa de las Artes de Lanjeiras y la Escuela de Teatro de Santo André.
En 2007 hizo unas fotos sexy para el sitio Paparazzo. En 2009 hizo de la participación en el video musical "Parecía Estar", de la banda Stevens. En ese mismo año interpretó Anita Garibaldi en la película Anita - Una vita per Garibaldi del director italiano Aurelio Grimaldi.
Entre 2010 y 2011, ganó su primer protagonista de una telenovela global en Araguaia. Hizo el papel de Manuela, y fue elogiada por la evolución de su rendimiento a lo largo de sus apariciones. Fue elogiada incluso por Aguinaldo Silva que consideró contratar a la actriz para la próxima novela de horario estelar de la televisión Globo. Milena se destacó con trabajo en Araguaia. Llegó a ser identificada como una importante opción para el canal. 

### Vida privada
Milena vive en  Río de Janeiro. Actualmente se encuentra en pareja con Mário Bulhões, dueño de un club nocturno.

## Filmografía

### Televisión
- 2018  Las Aventuras de Poliana como Luísa D'Ávila - Tia Luísa #1 (Protagonista)
- 2017 El rico y Lázaro como Joana (Protagonista)
- 2016 La esclava madre como Filipa do Amaral
- 2013-2014 Malhação como Bárbara
- 2013 - O Dentista Mascarado - Enfermera que atiende a Sérgio (participación especial)
- 2011 - Fina Estampa - Vanessa Tavares Ribas
- 2011 - Dança dos Famosos 8 - Ella misma
- 2010 - Río del destino (Araguaia) - Manuela Martinez (protagonista)
- 2009 - Los Caras de Pau - Beatriz
- 2009 - Malhação - Paloma Limeira
- 2009 - India, una historia de amor - Gilda (participación especial)
- 2009 - TV Globinho - Ella misma (presentadora)
- 2008 - Poeira em Alto Mar - Joana
- 2008 - Faça Sua História - Cinthia
- 2008 - Casos e Acasos - Catarina Savoy
- 2007 - Eterna Magia - Elisa
- 2007 - Amazônia, de Galvez a Chico Mendes - Ilka Jobim
- 2005 - Os Ricos Também Choram - Martina
- 2004 - Começar de Novo - Sofía (participación especial)
- 2004 - El color del pecado - Tiete de Thor y Dionísio  (participación especial)

### Cine
Cortometrajes
- 2008 - Damasceno e o Caixão - Rosane
- 2008 - Inverno - Ana

Largometrajes
- 2007 - Sem Controle - Aline / Úrsula das Virgens
- 2006 - Anita, Amore & Storia - Anita Garibaldi
- 2004 - Olga[3] - Hannah
- 2001 - Memórias Póstumas - Eugenia

### Teatro
- 2009 - Vidas Divididas - Marisete
- 2009 - Alguém Entre Nós - Bianca
- 2006 - Jovem Estudante Procura - Clara

## Premios
| Año  | Festival                                   | Premio                         |
| ---- | ------------------------------------------ | ------------------------------ |
| 2009 | Festival de Cinema Internacional do Paraná | Mejor actriz del corto Inverno |
| 2008 | Festival de Cinema Brasileiro de Miami     | Mejor actriz de Sem Controle   |